# Alba Volán
Az Alba Volán Zrt. a Fejér megyei autóbuszjáratokat üzemeltető vállalatként a 14. számú Volán jogutóda volt. 2015. január 1-jén beleolvadt a KNYKK Zrt-be.

## Járműpark
Az Alba Volán megszűnésekor összesen 343 autóbuszt üzemeltetett.

### Helyközi buszok
- 20 Ikarus 280 csuklósbusz (1984-1987., 1991., 1996-1997., 1999.)
- 3 Ikarus C80 csuklósbusz (2000.)
- 4 Volvo 7000A csuklósbusz (2000.)
- 1 Ikarus C83 csuklósbusz (2002.)
- 19 Mercedes Conecto O345G csuklósbusz (2002-2006.)
- 1 Ikarus 260 szólóbusz (1990.)
- 1 Ikarus 263 szólóbusz (1990.)
- 1 Ikarus 256 Alfa szólóbusz (1990.)

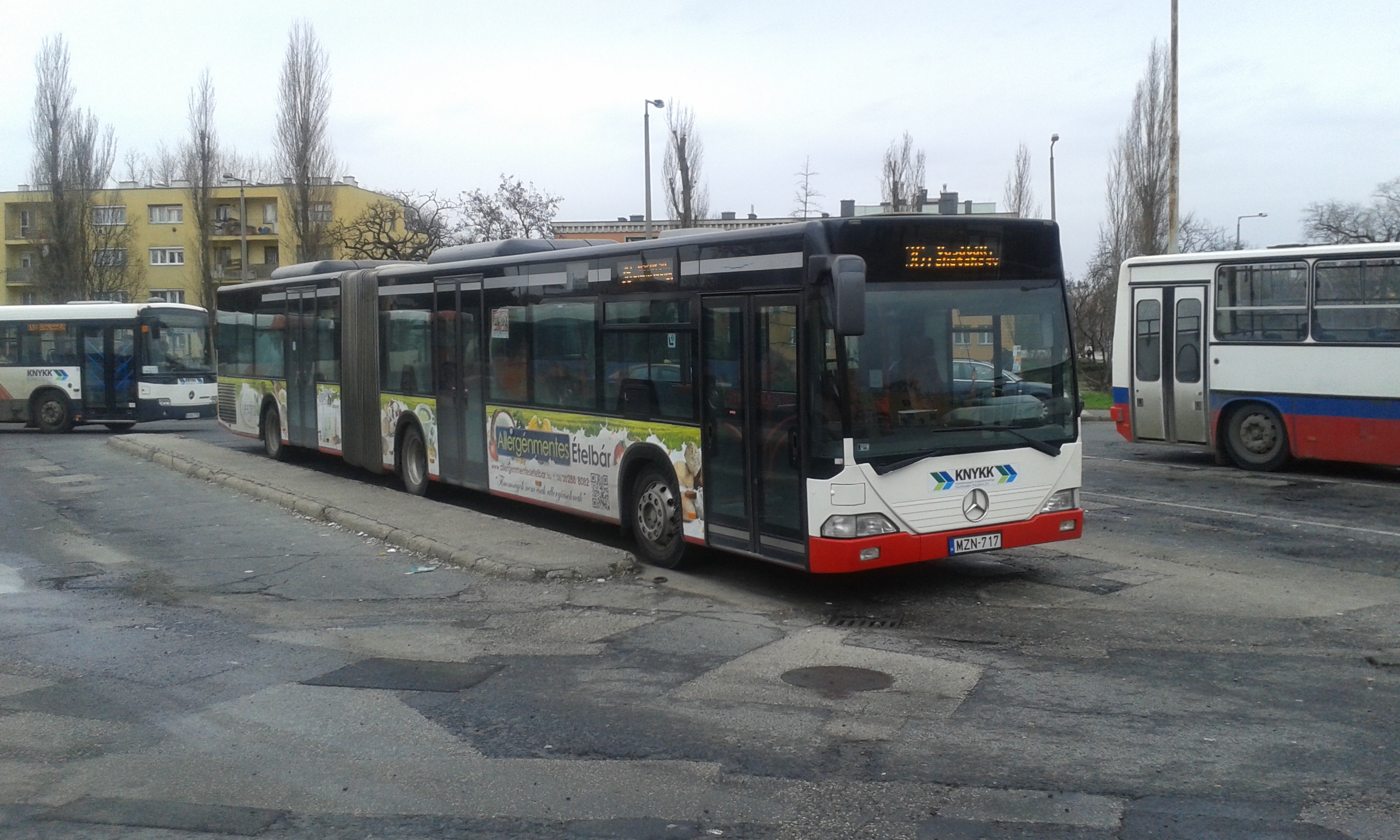
Az egyik új 2015-ben forgalomba állt Citaro a vasúton vár 36-os járatként.

- Az egyik új 2015-ben forgalomba állt Citaro a vasúton vár 36-os járatként.28 Ikarus 256 szólóbusz (1993-1995., 1997-1998.)
- 1 Ikarus 250 szólóbusz (1994.)
- 1 Ikarus 415 szólóbusz (1994.)
- 7 Ikarus 253 szólóbusz (1994-1995.)
- 4 Ikarus EAG E94 szólóbusz (1997-1998.)
- 37 Ikarus C56 szólóbusz (1997-1998., 2000-2002.)
- 1 Credo IC 9,5 szólóbusz (2000.)
- 2 Rába Contact 102 szólóbusz (2000.)
- 1 Volvo 7000 szólóbusz (2002.)
- 2 MAN SL283 szólóbusz (2003-2004.)
- 2 Ikarus EAG E94F szólóbusz (2003., 2006.)
- 9 Alfa Regio B7R szólóbusz (2003-2004., 2007.)
- 6 Credo EC 11 szólóbusz (2004-2005.)
- 38 Alfa Regio B12B szólóbusz (2005-2008.)
- 1 Iveco Daily 50C mikrobusz (2001.)

### Távolsági buszok
- 3 Ikarus 386 (1994., 1999.)
- 2 Ikarus EAG 395(1995-1996.)

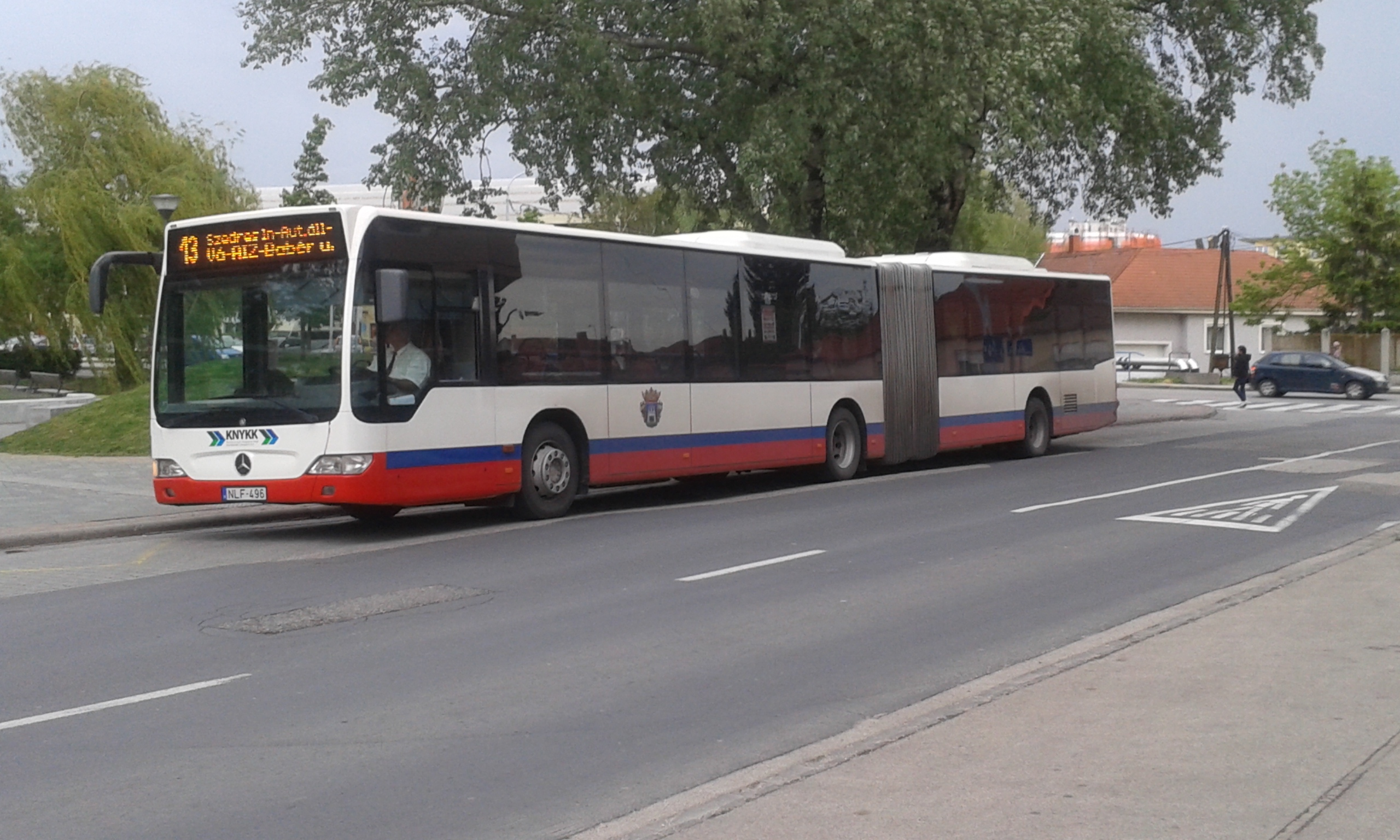
NLF-496 az Uszoda megállóban 13-as vonalon.

- NLF-496 az Uszoda megállóban 13-as vonalon.15 Ikarus EAG E95 (1996., 1998-2000., 2002.)
- 1 Ikarus EAG 396 (1997.)
- 1 Volvo 7250 (2000.)
- 2 Mercedes Tourismo O350-15 RHD (2001.)
- 10 Volvo B10B 400 (2001.)
- 1 Volvo B12 Jonckheere Arrow (2002.)
- 5 Volvo 8700 (2003-2004.)

### Viszló Trans alvállalkozó helyközi buszai
- 1 Ikarus 250 szólóbusz (1984.)
- 2 Ikarus 256 szólóbusz (1987-1988.)
- 3 Ikarus 260 szólóbusz (1989.)
- 2 Ikarus 415 szólóbusz (1994.)
- 1 Ikarus EAG E94F szólóbusz (2006.)
- 8 Alfa Regio B12B szólóbusz (2008.)
- 1 Irisbus Crossway 12,8M szólóbusz (2009.)
- 1 Setra S315 NF szólóbusz
- 1 Setra S319 NF szólóbusz
- 2 Ikarus E91 midibusz (1997., 2006.)
- 3 Irisbus Crossway 10,6M midibusz (2009.)

### Székesfehérvár, helyi buszok

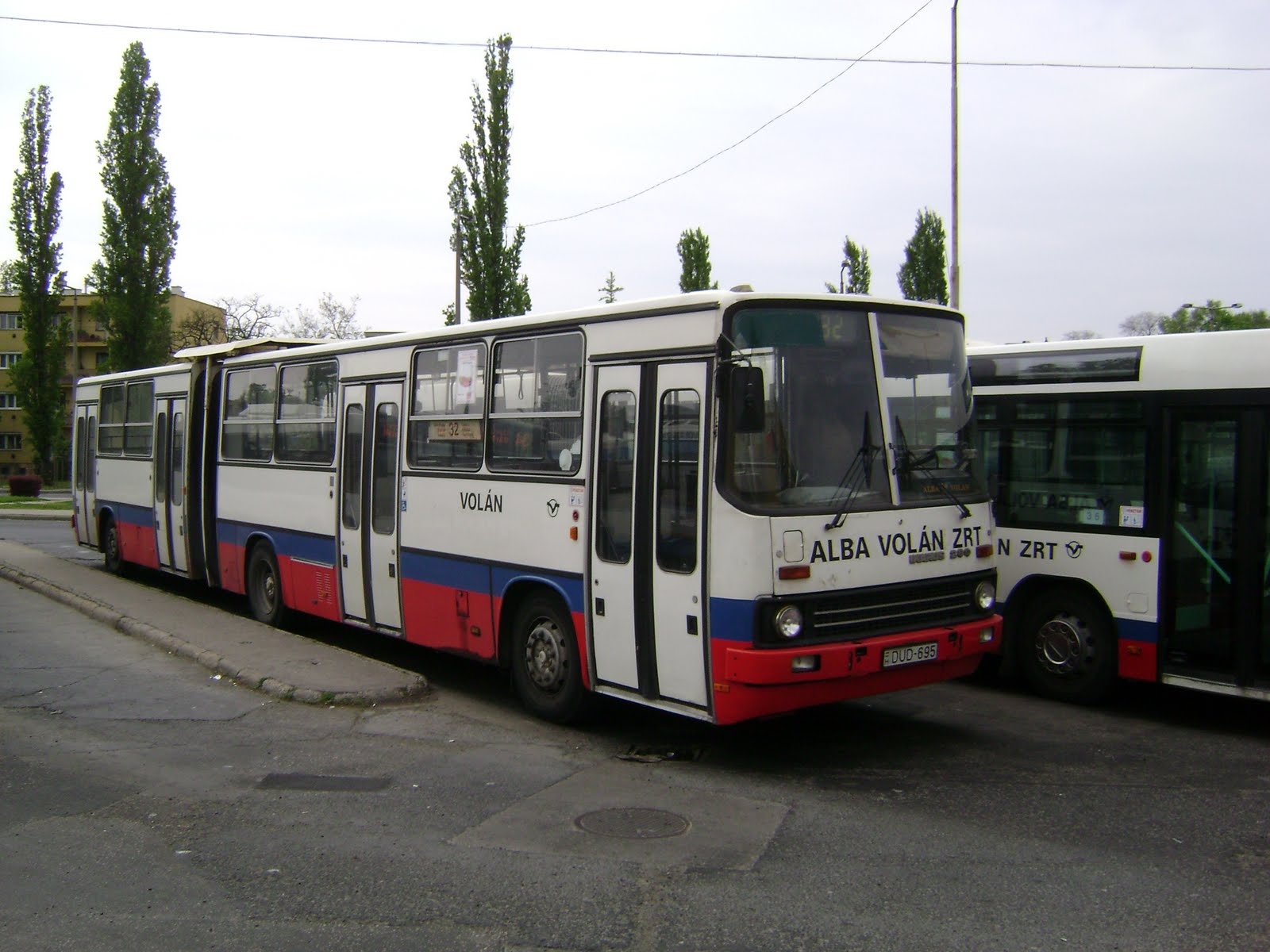
Ikarus 280 a székesfehérvári vasútállomás előtt

- 16 Ikarus 280 csuklósbusz (1986-1989., 1991., 1997-1999.)
- 4 Ikarus C80 csuklósbusz (1998., 2000-2002.)
- 7 Volvo 7000A csuklósbusz (2000.)
- 12 Mercedes-Benz O345G Conecto csuklósbusz (2003-2006.)
- 1 Ikarus 260 szólóbusz (1998.)
- 1 Ikarus 263 szólóbusz (1998.)
- 3 Ikarus 412 típusú szólóbusz (2001-2002.)
- 4 Volvo Alfa Localo B7RLE szólóbusz (2007.)
- 1 Volvo Alfa Localo 6000 szólóbusz (2007.)
- 2 Volvo Alfa Civis B9L szólóbusz (2009.)
- 4 Mercedes-Benz O530 G Citaro csuklósbusz (2002.)
- 2 Mercedes-Benz O530 Citaro szólóbusz (2002.)
- 3 Mercedes-Benz O530 LE MÜ Citaro Facelift szólóbusz (2008-2009.)
- 3 Mercedes-Benz O530 GÜ Citaro Facelift csuklósbusz (2008-2009.)
- 2 Mercedes-Benz O530 LE Ü Citaro Facelift szólóbusz (2008-2009.)
- 6 Mercedes-Benz O530 FL Citaro Facelift szólóbusz (2008-2009.)

VT-Transman alvállalkozó helyi buszai Székesfehérváron:
- 3 MAN 262 csuklósbusz (1998.)
- 7 Volvo Alfa Localo B7RLE szólóbusz (2007.)

### Dunaújváros, helyi buszok
- 11 Ikarus 280 csuklósbusz (1983-1984., 1986-1987., 1996-1997., 1999.)
- 1 Ikarus 435TD csuklósbusz (1992.)
- 2 Ikarus 417 csuklósbusz (1996., 1998.)
- 11 Volvo 7700A csuklósbusz (2000., 2002.)
- 1 Ikarus C83 csuklósbusz (2002.)
- 1 Ikarus 435 csuklósbusz (2002.)
- 2 Ikarus 260 szólóbusz (1996-1997.)
- 1 Ikarus 263 szólóbusz (1998.)
- 2 Ikarus C63 szólóbusz (1998.)
- 1 Ikarus 415 szólóbusz (2003.)
- 5 Alfa Localo B7RLE szólóbusz (2003., 2005.)

### Mór, helyi buszok
- 2 Volvo B10L-SN12 szólóbusz (1997.)